# Freixo da Serra
Freixo da Serra é uma localidade portuguesa do Município de Gouveia, na antiga província da Beira Alta, região do Centro e sub-região da Serra da Estrela, que foi sede da extinta Freguesia de Freixo da Serra, freguesia que tinha 4,62 km² de área e 99 habitantes (2011), e, por isso, uma densidade populacional de 21,4 hab/km².
A Freguesia de Freixo da Serra foi extinta em 2013, no âmbito de uma reforma administrativa nacional, para, em conjunto com a Freguesia de Figueiró da Serra, formar uma nova freguesia denominada União das Freguesias de Figueiró da Serra e Freixo da Serra com a sede em Figueiró da Serra.
Pertenceu ao concelho de Linhares até 24 de Outubro de 1855, altura em que passou para o concelho (atual município) de Gouveia.

## População
| Totais e grupos etários | Totais e grupos etários | Totais e grupos etários | Totais e grupos etários | Totais e grupos etários | Totais e grupos etários | Totais e grupos etários | Totais e grupos etários | Totais e grupos etários | Totais e grupos etários | Totais e grupos etários | Totais e grupos etários | Totais e grupos etários | Totais e grupos etários | Totais e grupos etários | Totais e grupos etários |
| ----------------------- | ----------------------- | ----------------------- | ----------------------- | ----------------------- | ----------------------- | ----------------------- | ----------------------- | ----------------------- | ----------------------- | ----------------------- | ----------------------- | ----------------------- | ----------------------- | ----------------------- | ----------------------- |
| Censo                   | 1864                    | 1878                    | 1890                    | 1900                    | 1911                    | 1920                    | 1930                    | 1940                    | 1950                    | 1960                    | 1970                    | 1981                    | 1991                    | 2001                    | 2011                    |
| Habit                   | 502                     | 537                     | 603                     | 625                     | 592                     | 495                     | 582                     | 565                     | 524                     | 393                     | 239                     | 224                     | 168                     | 138                     | 99                      |
| Varº                    |                         | +7%                     | +12%                    | +4%                     | -5%                     | -16%                    | +18%                    | -3%                     | -7%                     | -25%                    | -39%                    | -6%                     | -25%                    | -18%                    | -28%                    |

|     | 0-14 anos | 15-24 anos | 25-64 anos | 65 e + anos |
| Hab | 10 \| 3   | 17 \| 5    | 49 \| 32   | 62 \| 59    |
| Var | -70,0%    | -70,6%     | -34,7%     | -4,8%       |

## História
Em 1864 existia em Freixo da Serra um estabelecimento fabril.

## Património
- Igreja de Nossa Senhora da Expectação (igreja Matriz do século XVIII);
- Capela de Santo António;
- Cruzeiro existente no Largo do Adro;
- Antiga Casa do Forno Comunitário (que alberga atualmente o Museu Etnográfico de Freixo da Serra - Museu Padre Dr. Jorge Gouveia).

## Pontos de interesse
- Lavadouro público.

## Personalidades destacadas
- Laurindo de Jesus Marques (1924 - 2019), sacerdote